# Georg Dinklage
August Georg Konrad Dinklage (* 3. September 1849 in Oldenburg i. O.; † 5. Januar 1926 in Magdeburg) war ein deutscher Architekt, der anfangs als preußischer Baubeamter tätig war und später freiberuflich erfolgreich war.

## Leben und Wirken
Georg Dinklage studierte an der Polytechnischen Schule Hannover und war nach dem 2. Staatsexamen zunächst als Regierungsbaumeister (Assessor) im preußischen Staatsdienst tätig, wo er auch erste Erfahrungen im Sakralbau sammelte. 1889 schied er aus dem Staatsdienst aus und arbeitete freiberuflich in einem gemeinsamen Architekturbüro mit Hans Grisebach in Berlin. Das Allgemeine Künstlerlexikon hob Dinklages Berliner Kirchenbauten hervor, die „eigenwillige, dem beengtem Baugrund abgerungene Grundrisslösungen von erstaunlicher Funktionalität“ zeigen. Zu den letzten Bauten des Büros Grisebach und Dinklage zählt die Hochbahn-Station „Schlesisches Tor“ in Berlin-Kreuzberg im Neorenaissance-Stil, deren Gestaltung maßgeblich auf Dinklage zurückgeht. 1901 schied Grisebach aus dem Büro aus, Dinklage machte den bisherigen Mitarbeiter Ernst Paulus zu seinem neuen Teilhaber, das Büro hieß nun Dinklage und Paulus. 1916 verließ Georg Dinklage seinerseits das Büro, Paulus führte es mit Olaf Lilloe als neuem Partner bis 1925 weiter.
Dinklage war Angehöriger des Corps Slesvico-Holsatia in Hannover.

## Bauten (Auswahl)
- 1891–1893: Johanneskirche in Gießen (mit Hans Grisebach und Richard Schultze)
- 1891–1894: Peterskirche in Frankfurt am Main (mit Hans Grisebach)
- 1894–1896: Schloss Seßwegen in Seßwegen (heute: Cesvaine, Lettland) (mit Hans Grisebach)
- 1897: Johanneskirche in Bretleben (Thüringen) (mit Hans Grisebach; ausgeführt von August Oetken)
- 1897–1898: Nordböhmisches Gewerbemuseum in Reichenberg (Böhmen) (heute Liberec) (mit Hans Grisebach)
- 1898: Schloss Klink in Klink (Mecklenburg-Vorpommern) (mit Hans Grisebach)
- 1900–1901: Hochbahn-Station „Schlesisches Tor“ in Berlin-Kreuzberg
- 1904: Marthakirche in Berlin-Kreuzberg (mit Ernst Paulus)[6]
- 1905–1906: Heilige-Geist-Kirche in Berlin-Moabit (mit Ernst Paulus)
- 1905–1907: Reformationskirche in Berlin-Moabit (mit Ernst Paulus, basierend auf Entwürfen von Ernst Schwartzkopff)
- um 1906: Landratsamt in Anklam, Demminer Straße 71–74 (mit Ernst Paulus)
- um 1907: Wohnhaus Bochumer Straße 8 in Berlin-Moabit (mit Ernst Paulus)[7]
- 1908: Segenskirche in Berlin-Prenzlauer Berg (mit Ernst Paulus)[8]
- 1909–1910: Galiläakirche in Berlin-Friedrichshain (mit Ernst Paulus)
- 1909–1912: Erlöserkirche in Berlin-Moabit (mit Ernst Paulus und Olaf Lilloe)
- 1910: Adventkirche in Berlin-Prenzlauer Berg (mit Ernst Paulus)
- 1911: Osterkirche in Berlin-Wedding (mit Ernst Paulus und Olaf Lilloe)
- um 1911: Schloss Kniegnitz in Schlesien (mit Ernst Paulus und Olaf Lilloe)[9]
- um 1911: Entwurf für das Schloss Königswaldau (mit Ernst Paulus und Olaf Lilloe)[10]

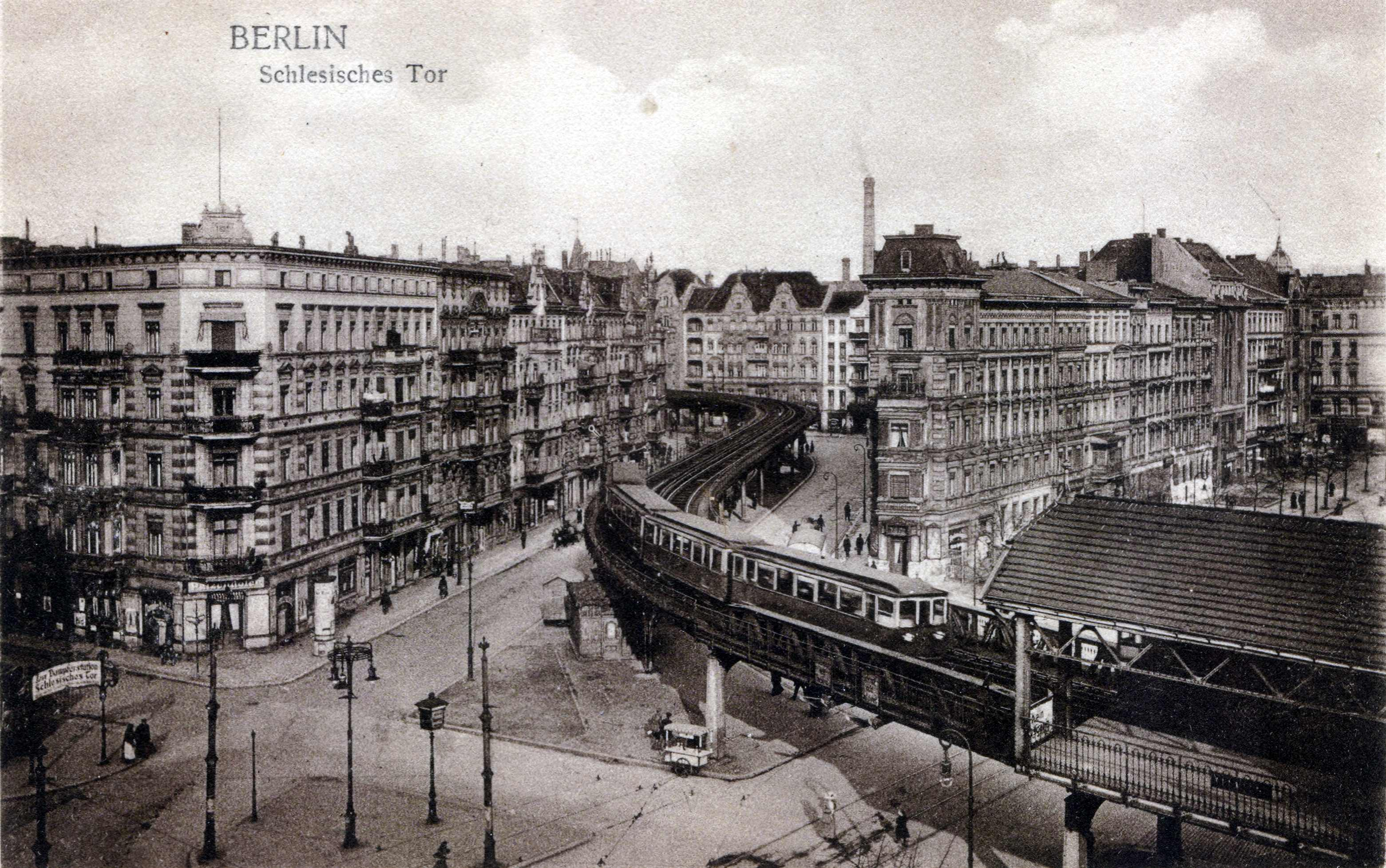
Straßenpartie an der Hochbahn-Station „Schlesisches Tor“ Anfang des 20. Jahrhunderts (Bauwerk nur unten rechts angeschnitten)
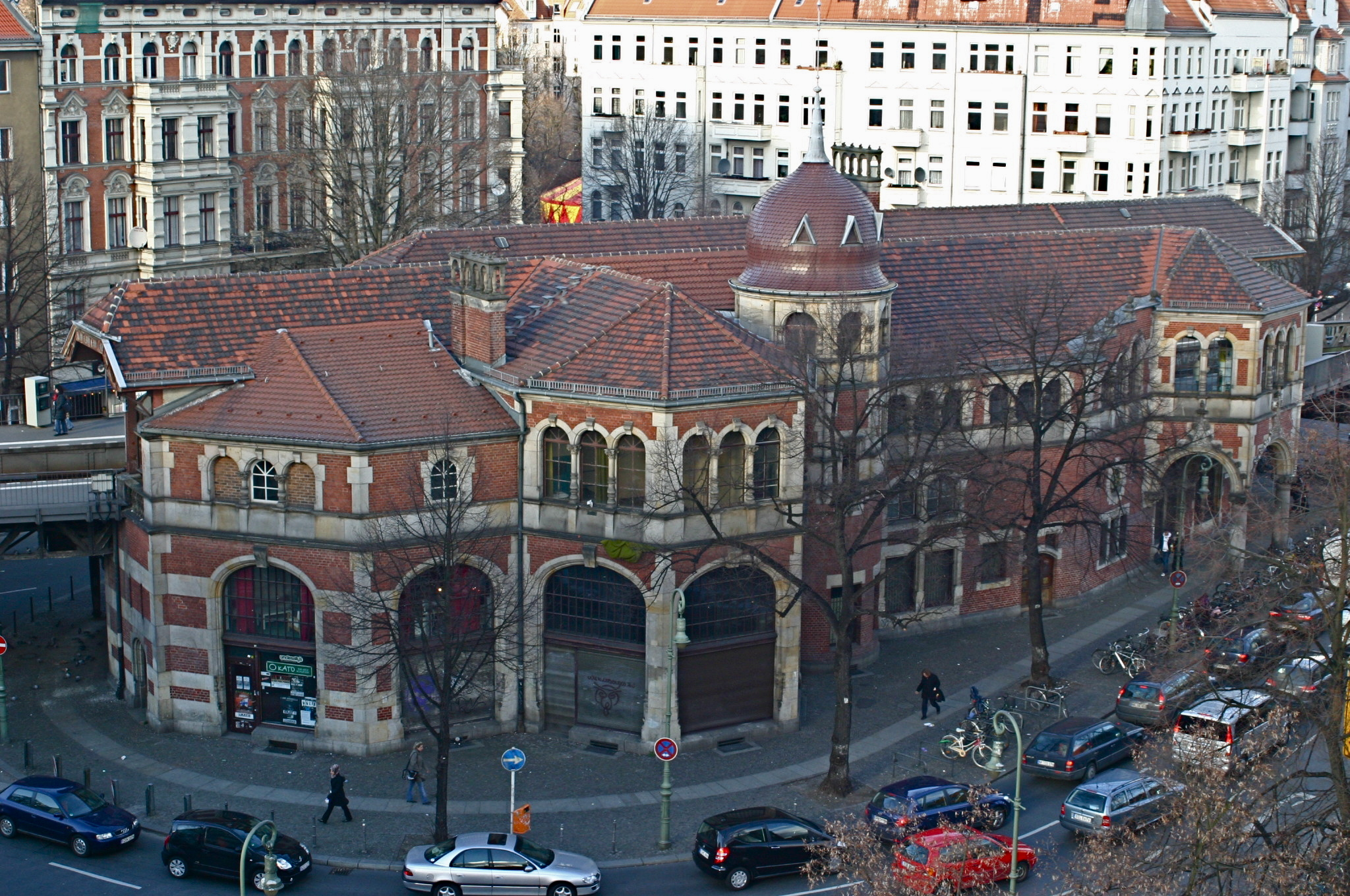
Hochbahn-Station „Schlesisches Tor“, Februar 2008
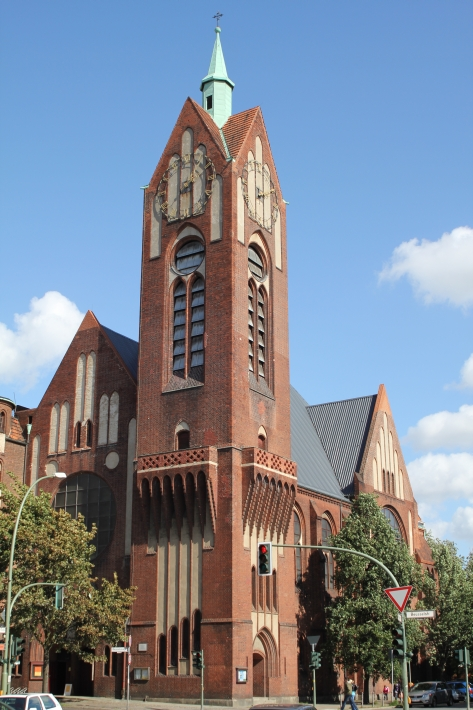
Reformationskirche in Berlin-Moabit
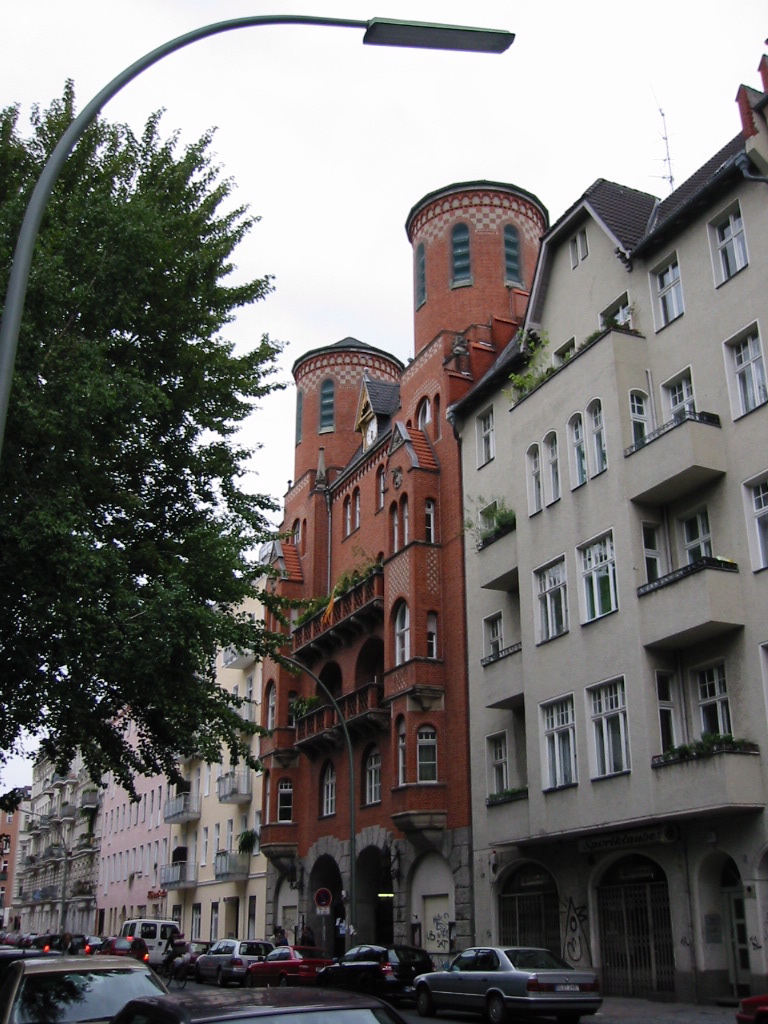
Vorderhaus der Marthakirche in Berlin-Kreuzberg
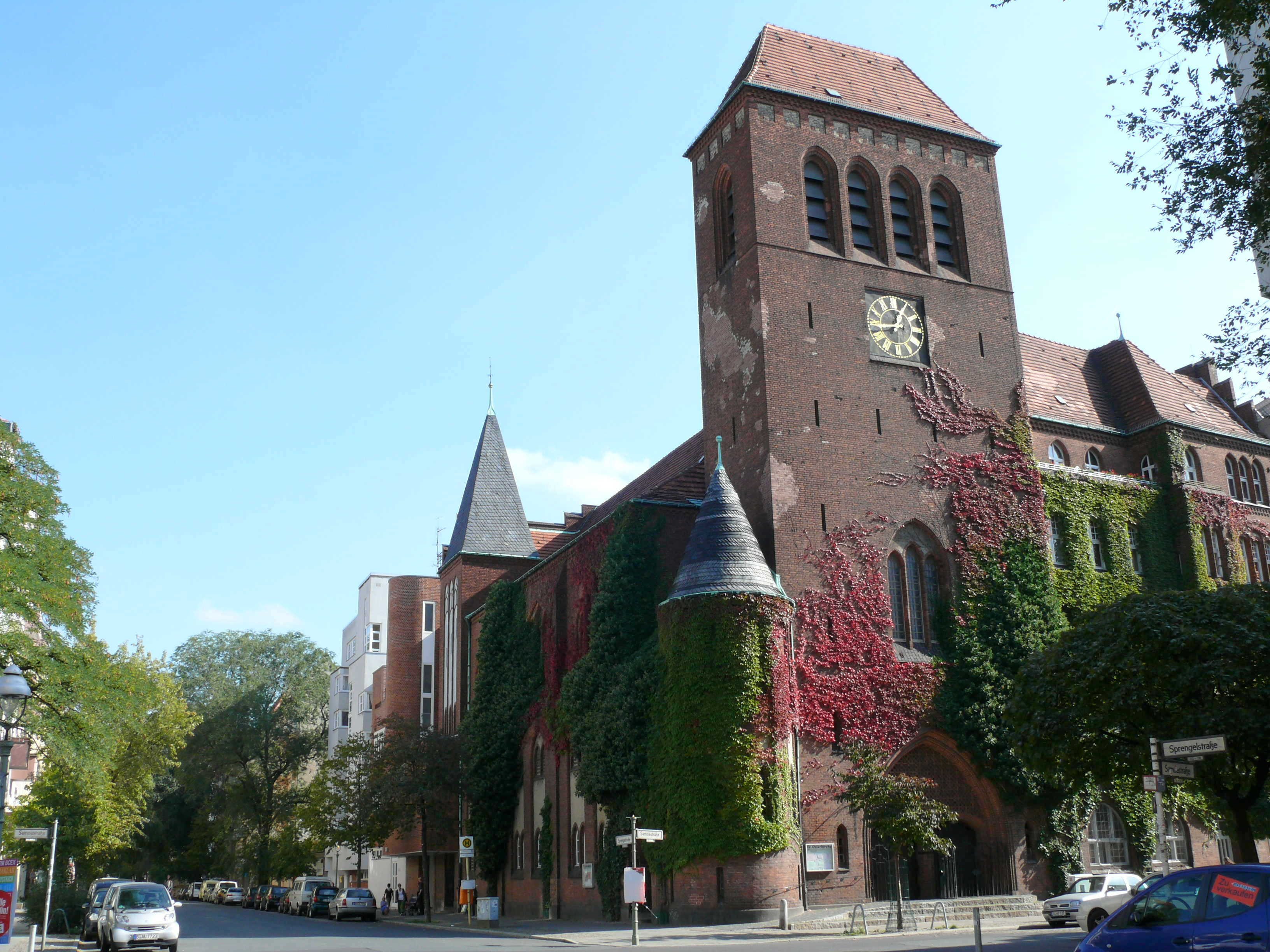
Osterkirche in Berlin-Wedding
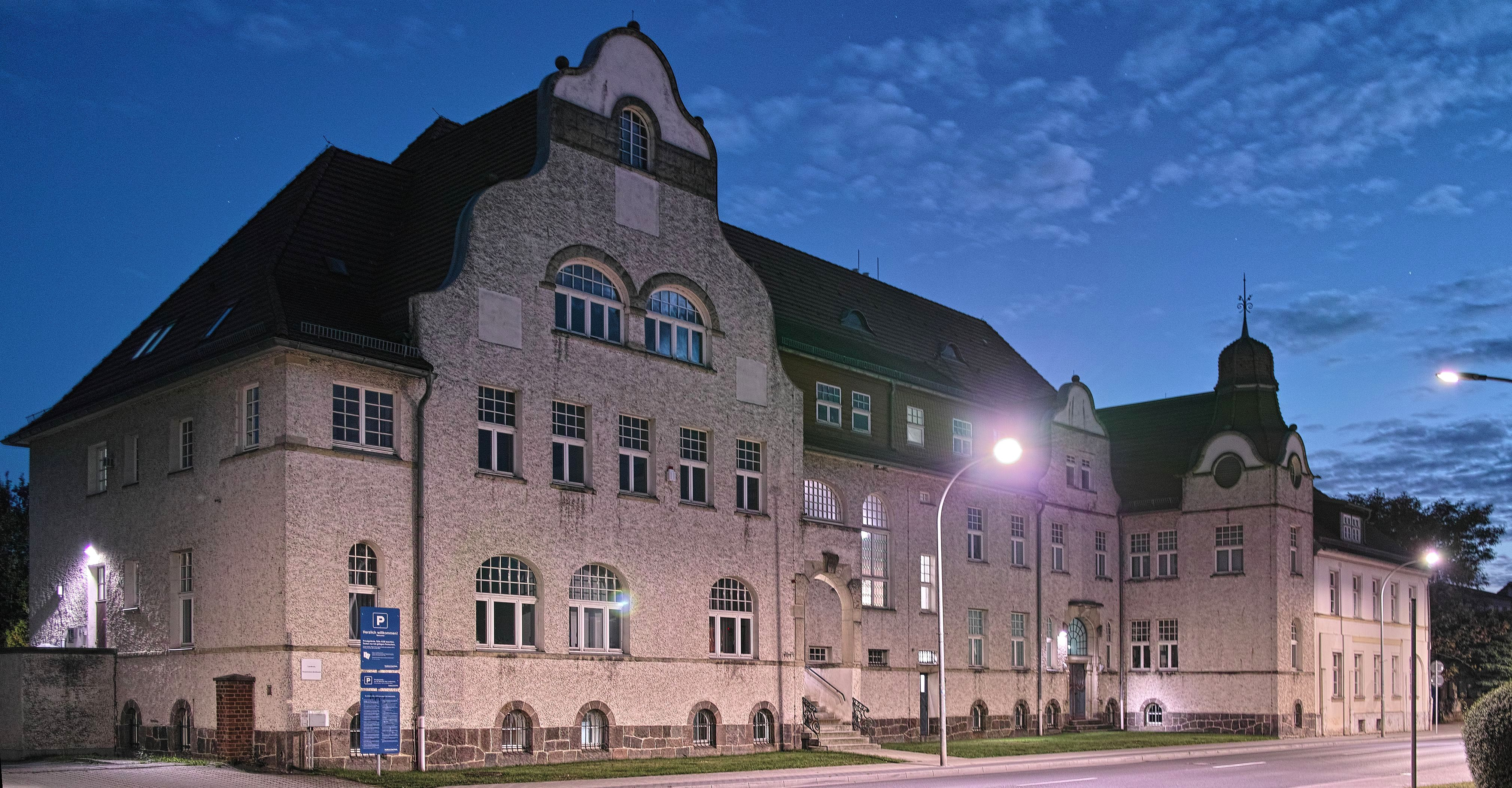
Landratsamt Anklam